# Adebayo Adedeji

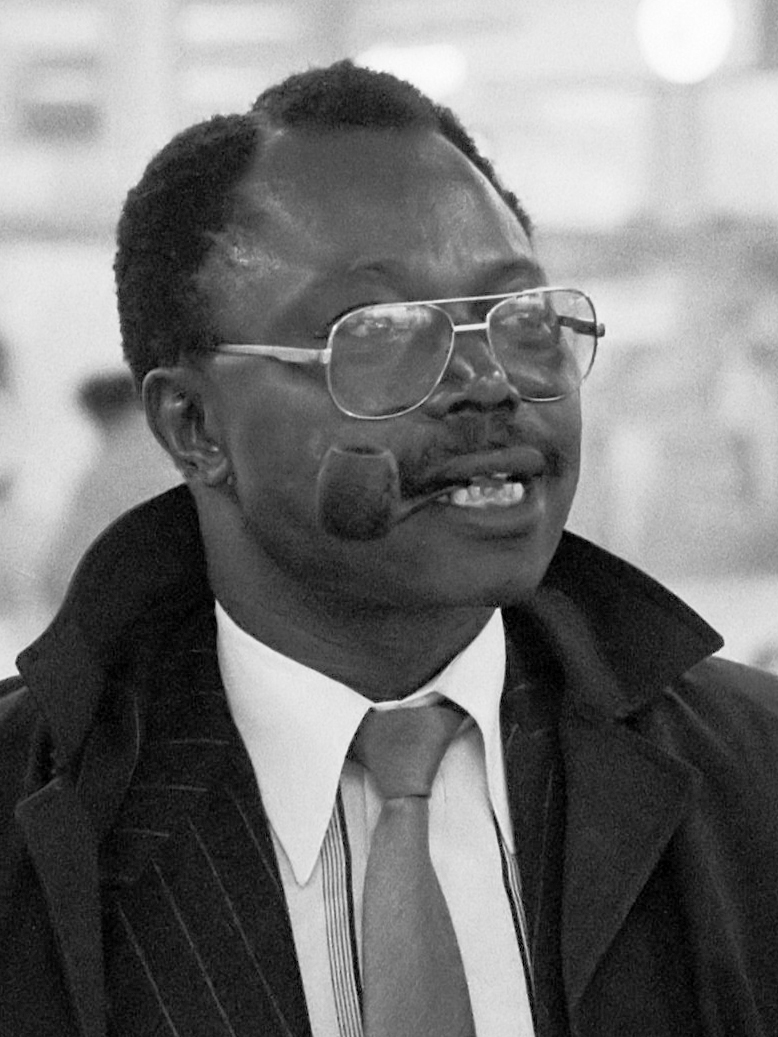
Adebayo Adedeji (1986)

Adebayo Adedeji (* 21. Dezember 1930 in Ijebu-Ode, Bundesstaat Ogun, Nigeria; † 25. April 2018 in Lagos) war ein nigerianischer Politiker und Exekutivsekretär der Wirtschaftskommission für Afrika der Vereinten Nationen (UN/ECA).

## Biografie
Nach dem Schulbesuch studierte er zunächst am University College of Ibadan an der University of Leicester, wo er einen 1958 Bachelor of Science (B.Sc.) erwarb. Ein weiteres postgraduales Studium an Harvard University beendete er 1961 mit einem Master of Public Administration (M.P.A.).
Nach Beendigung des Studiums war er zunächst Mitarbeit im öffentlichen Dienst Nigerias, ehe er 1966 Professor für Verwaltungslehre an der University of Ife wurde. 1967 erwarb er an der Universität London einen Philosophiae Doctor (Ph.D. Economics).
1971 erfolgte seine Ernennung zum Minister für wirtschaftliche Entwicklung und Wiederaufbau in der Regierung von Staatspräsident Yakubu Gowon. Dieses Amt bekleidete er bis 1975.
Im Anschluss wurde er im Juni 1975 Exekutivsekretär der UN-Wirtschaftskommission für Afrika (UN Economic Commission for Africa). Dieses Amt hatte er sechzehn Jahre lang bis 1991 inne. Zugleich war er als solcher von Januar 1978 bis 1991 Untergeneralsekretär der Vereinten Nationen. Außerdem war er von 1984 bis 1991 Sonderrepräsentant des UN-Generalsekretärs für die afrikanische Wirtschaftskrise.
Danach wurde er unter anderem Gründer und Exekutivdirektor des Afrikanischen Zentrums für Entwicklung und Strategische Studien (African Centre for Development and Strategic Studies (ACDESS)). Darüber hinaus wurde er Mitglied des Beratungsgremiums des UN African Futures Project.

## Veröffentlichungen
Adebayo Adedeji veröffentlichte zahlreiche Fachbücher, die sich insbesondere mit der Entwicklung Afrikas befassten. Zu seinen wichtigsten Werken gehören:
- Africa Within the World: Beyond Dispossession and Dependence (1991)
- South Africa and Africa: Within or Apart? (1996)
- Nigeria: Renewal From the Roots? The struggle for Democratic Development (1997)
- Comprehending and Mastering African Conflicts – The Search for Sustainable Peace & Good Governance (1999)
- People-Centred Democracy in Nigeria? The Search for Alternative Systems of Governance (2000)